# الاتحاد الإسلامي الكردستاني
الاتحاد الإسلامي الكردستاني هو حزب سياسي اصلاحي، يتبنى المنهج الوسطي الاعتدالي في الفكر والممارسة، وهو امتداد للفهم المقاصدي للإسلام، ويسعي عبر الوسائل السياسية والقانونية إلى تحقيق أهداف الامة الكردية في التحرر والاستقلال. ويناصر جميع قضايا الامة الإسلامية، فهو يعتبر الامة الكردية جزء من الامة الإسلامية، ويعتبر الاتحاد الإسلامي الكردستاني الفرعي الكردي لجماعة الإخوان المسلمين في العراق، وبعد إقامة الحكم الذاتي في كردستان عام 1991 واستقلال هذا الإقليم إلى حد كبير عن السلطة المركزية في بغداد تولت الجبهة الكردستانية إدارة الحكم في كردستان العراق، وأطلقت في الإقليم الحياة الحزبية، فشكل الإخوان المسلمون الأكراد حزب الاتحاد الإسلامي.

## لمحة عامة
أعلن الاتحاد الإسلامي الكوردستاني عن نفسه بهذا الاسم حزبا سياسيا في 6-2-1994، ليؤسس لمرحلة جديدة من العمل الإسلامي باقليم كوردستان العراق قوامها ما يعتبره التربية والإصلاح، متخذا من الاية القرآنية (أُرِيدُ إِلاّ الإِصْلاَحَ مَا اسْتَطَعْتُ وَمَا تَوْفِيقِيَ إِلاّ بِاللّهِ عَلَيْهِ تَوَكّلْتُ وَإِلَيْهِ أُنِيبُ) منطلقا لمسيرته الدعوية والسياسية. عقد منذ انطلاق مسيرته 7 مؤتمرات عامة، اكدت جميعها على إستراتيجية (الممارسة المدنية السياسية) و (الاصلاح) سبيلا وحيدا لتحقيق الاهداف. يحظى الاتحاد الإسلامي الكوردستاني بمصداقية في الاوساط السياسية الكوردستانية والعراقية، ويمتد ذلك إلى الوسطين الإقليمي والدولي أيضا.[بحاجة لمصدر] للاتحاد الإسلامي الكوردستاني قاعدة جماهيرية عريضة[بحاجة لمصدر] أكسبته الوصول عبر نواب منتخبين إلى البرلمانيين الكوردستاني والعراقي، ويشارك حاليا في حكومة الإقليم الائتلافية، وكان له وزراء في الحكومات العراقية بعد 2003 , حاليا أمينه العام الاستاذ (صلاح الدين محمد بهاء الدين)، وله مجلس للشؤون السياسية وكذلك عدة مكاتب حزبية وتنظيمية على امتداد اقليم كوردستان، ويمتلك العديد من القنوات الاعلامية المرئية والمقروءة والمسموعة.

## المؤتمرات العامة للحزب

### المؤتمر الاول
- - مؤتمر تأسيسي عقد في عام 1993
- -  عدد أعضاء المؤتمر 130 عضوا – 122 من الاخوة و8 أخوات، مثلوا 9 دوائر انتخابية تنظيمية ضمت 727 عضوا تأسيسيا.
- -  بسبب الاقتتال الداخلي في الإقليم آنذاك، تم عقد المؤتمر على شكل كونفرانسين (مؤتمران مصغران) عقدا في السليمانية واربيل، وجرى فيهما انتخاب 15 عضوا لـ (مجلس الشورى المركزي).

### المؤتمر الثاني
- - عقد في 20-8-1996، بالعاصمة أربيل.
- - عدد أعضاء المؤتمر 250 عضوا.
- - من مخرجاته انتخاب 25 عضوا لـ (مجلس الشورى المركزي).

### المؤتمر الثالث
- - عقد في 3-9-1999، بالعاصمة أربيل.
- - عدد أعضاء المؤتمر 325 عضوا.
- - جرى فيه انتخاب 30 عضوا لـ (مجلس الشورى المركزي).

### المؤتمر الرابع
- - عقد في 30-4-2005، بالعاصمة أربيل.
- - عدد أعضاء المؤتمر 490 عضوا.
- - انتخب فيه 35 عضوا لـ (مجلس الشورى المركزي).

### المؤتمر الخامس
- - عقد في 1-5-2009، بالعاصمة أربيل.
- - عدد أعضاء المؤتمر 561 عضوا.
- - ترشح لشغل عضوية (المجلس القيادي)، 79 عضوا، انتخب من بينهم 35 عضوا.

### المؤتمر السادس
- - عقد في 1-5- 2012، بالعاصمة اربيل.
- - عدد أعضاء المؤتمر 755 عضوا.
- - انتخب فيه 35 عضوا لـ (المجلس القيادي)، و11 عضوا لـ (الهيئة العليا للمتابعة).

### المؤتمر السابع
- - عقد في 28-5-2016، بالعاصمة أربيل.
- عدد أعضاء المؤتمر أكثر من 1100 عضو.
- -  تم خلاله إقرار النظام الداخلي، وانتخاب أمين عام جديد، مع انتخاب أعضاء  المجلس القيادي، وأعضاء الهيئة العليا للمتابعة.

## وسائل إعلام الحزب
- للحزب عدة مؤسسات اعلامية المقروءة والمسموعة والمرئية منها اثنا عشرة قنوات تلفزيونية محلية في مدن كردستان "اربيل، سوران، سليمانية، كركوك، دهوك، حلبجة، كرميان، كفري، رانية، جمجمال، بينجوين. وحاليا هناك محاولات لافتتاح قناة تلفزيوني في زاخو الا ان قوات الأمن حالت دون ذلك، لذا يلجا المكتب الاعلام المركزي للحزب إلي محكمة التميز.
- وللحزب قناة فضائية باسم «قناة سبيدة» على القمر نايل سات. كذلك يوجد للحزب 16 محطات اذاعية في مدن كردستان دهوك وزاخو وعمادية وعقرة واربيل وسوران وسليمانية وكركوك والاقضية والنواحي التابعة للمحافظات الإقليم.
- إضافة إلى ثلاث صحف اسبوعية،
  1. قناة سبيدة التي تبث في بثها في اربيل وعلى قمر الصناعي نايل سات.[3][4][5]
  2. موقع (كورديو [6]) الموقع الرسمي للحزب
  3. موقع (يه‌كگرتوو) الموقع الرسمي للحزب يعرض فيه اخبار ونشاطات الحزب عموما والامين العام بالاخص.
- إضافة إلى عشرة مجلات شهرية وفصلية تهم الأطفال والشباب والفكر والسياسة.

## المشاركة السياسية
ويؤمن الاتحاد الإسلامي الكردستاني بالعمل المدني والبعد عن العسكرة والمليشيات،
وللاتحاد الإسلامي أربعة مقاعد في البرلمان العراقي ولدى الحزب وزير الهجرة والمهجرين العراقي، فضلا عن عشرة من النواب في برلمان كردستان،
حصل في الانتخابات البرلمانية في شهر يوليو 2009 على خمسة مقاعد في البرلمان الكردستاني، وفي الانتخابات البرلمانية العراقية مارس 2010 حصل على ستة مقاعد وهو الآن الحزب الرابع بعد الحزب الوطني الكردستاني برئاسة جلال الطالباني وأيضا في الانتخابات الاخيرة للبرلمان الكردستانى في ايلول 2013 حصل على عشرة مقاعد في البرلمان الكردستاني. وهو القوة الرابعة في كردستان بعد القوة الأولى الحزب الديمقراطي الكردستاني والثاني قوة قائمة التغير والثالث الاتحاد الوطني الكردستاني بزعامة جلال الطالباني والرابع الاتحاد الإسلامي الكردستاني والخامس جماعة الإسلامية الكردستانية

## جماعات مرتبطة
- جماعة الدعوة والإصلاح في إيران
- حزب العدالة والتنمية

## وصلات خارجية
- موقع الحزب علي الويب
- الاتحاد الإسلامي الكردستاني، المعرفة، الجزيرة نت، 3 أكتوبر 2004 م.
- موقع (يه‌كگرتوو) الموقع الرسمي للحزب يعرض فيه اخبار ونشاطات الحزب عموما والامين العام بالاخص.